# Danh sách trường đại học, cao đẳng quân sự Việt Nam
Bộ Quốc phòng Việt Nam có hệ thống học viện và nhà trường hoàn chỉnh, đáp ứng được yêu cầu đào tạo sĩ quan, hạ sĩ quan, nhân viên nghiệp vụ ở mọi cấp các ngành: chỉ huy tham mưu, chính trị, hậu cần, kỹ thuật, tình báo, công nghiệp quốc phòng; các quân chủng: Lục quân, Hải quân, Phòng không-Không quân, Biên phòng, Cảnh sát biển và các cơ quan, đơn vị khác thuộc Bộ Quốc phòng Việt Nam, đào tạo thạc sĩ, tiến sĩ, đào tạo kỹ sư, cử nhân khoa học, nhân viên kỹ thuật, đồng thời là những cơ sở nghiên cứu khoa học, công nghệ nói chung và khoa học, công nghệ quân sự nói riêng  Lưu trữ ngày 4 tháng 12 năm 2014 tại Wayback Machine.

Quốc kỳ Việt Nam

Hiện nay ở Việt Nam có tất cả 11 học viện, 12 trường đại học và 10 trường cao đẳng quân sự đào tạo sĩ quan cho tất cả các ngành, cơ quan, đơn vị thuộc Bộ Quốc phòng Việt Nam. Trong đó có 20 trường tuyển học sinh phổ thông và hạ sĩ quan, binh sĩ. Học viện Quốc phòng ở Hà Nội chỉ tuyển sinh các sĩ quan quân đội đã tốt nghiệp các trường Học viện quân sự cấp trung. Học viện Lục quân Đà Lạt chỉ tuyển sinh các sĩ quan đã tốt nghiệp các trường sĩ quan: lục quân 1, lục quân 2, tăng- thiết giáp, công binh, pháo binh, phòng hóa, thông tin, đặc công. Học viện Chính trị chỉ tuyển sinh các sĩ quan đã tốt nghiệp trường Sĩ quan chính trị và các trường Sĩ quan, học viện khác trong quân đội.
Về mặt tổ chức, Có 6 Học viện lớn và 2 Trường Sĩ quan Lục quân, 1 trường Sĩ quan chính trị trực thuộc Bộ Quốc phòng; Các học viện, nhà trường còn lại được biên chế vào các Tổng cục, Quân - binh chủng và Bộ Tư lệnh Biên phòng, Ban Cơ yếu Chính phủ. Căn cứ vào chức trách, nhiệm vụ đào tạo sĩ quan theo quy mô, tính chất tác chiến quân sự mà các trường đại học quân sự được phân cấp như sau: 
- Học viện Quốc phòng là Học viện quân sự cấp cao chuyên đào tạo sĩ quan cấp chiến dịch, chiến lược quân sự;
- Các học viện còn lại: Học viện Chính trị Quân sự, Học viện Lục quân Đà Lạt, Học viện Kỹ thuật Quân sự, Học viện Quân y, Học viện Hậu cần, Học viện Hải quân, Học viện Khoa học Quân sự, Học viện Phòng không - Không quân, Học viện Biên phòng là các Học viện quân sự cấp trung đào tạo sĩ quan cấp chiến dịch, chiến thuật trung đoàn, lữ đoàn, sư đoàn;
- Các trường sĩ quan: Chính trị, Lục quân, Pháo binh, Tăng Thiết giáp, Đặc công, Công binh, Thông tin, Phòng hóa, Không quân đào sĩ quan sơ cấp tức cán bộ chỉ huy cấp chiến thuật phân đội (trung đội, đại đội, tiểu đoàn);
- Các trường Cao đẳng và Trung cấp quân sự, quốc phòng đào tạo quân nhân chuyên nghiệp và công nhân viên quốc phòng.

## Các Học viện, Trường Sĩ quan
1. Học viện Quốc phòng (Học viện Quân sự cấp cao): trực thuộc Chính phủ Việt Nam, Bộ Quốc phòng quản lý, là trung tâm huấn luyện và đào tạo tướng lĩnh, sĩ quan cao cấp của Quân đội nhân dân Việt Nam. Học viện là trung tâm đào tạo, bồi dưỡng cán bộ cao cấp gồm: đào tạo sĩ quan cấp chiến dịch, chiến lược cho quân đội; bồi dưỡng kiến thức quốc phòng cho cán bộ chủ chốt của các bộ, ban ngành, đoàn thể ở trung ương và địa phương; đào tạo cao học và nghiên cứu sinh quân sự; hợp tác quốc tế về đào tạo, bồi dưỡng cán bộ quân sự, dân sự về quốc phòng với một số nước.. Thành lập năm 1976
  - Trụ sở: số 93, đường Hoàng Quốc Việt, quận Cầu Giấy, Thành phố Hà Nội (đối diện Viện Toán học Việt Nam).
  - Lưu ý: Học viện Quốc phòng không tuyển sinh học sinh phổ thông và hạ sĩ quan, binh sĩ.
2. Học viện Chính trị Quân sự (Học viện quân sự cấp cao): Trực thuộc Bộ Quốc phòng Việt Nam.
  - Trụ sở: Số 124, đường Ngô Quyền, phường Quang Trung, quận Hà Đông, Thành phố Hà Nội, thành lập năm 1951 với tên gọi ban đầu là Trường Chính trị Trung cấp, đào tạo sĩ quan chính trị cấp trung đoàn, sư đoàn (chính ủy).
  - Lưu ý: Học viện Chính trị không tuyển sinh học sinh phổ thông và hạ sĩ quan, binh sĩ.
3. Học viện Lục quân (Học viện quân sự cấp cao): trực thuộc Bộ Quốc phòng Việt Nam, thành lập năm 1946, là học viện đào tạo cán bộ sĩ quan Lục quân cấp chiến thuật- chiến dịch cấp trung đoàn-sư đoàn, các chuyên ngành chỉ huy-tham mưu lục quân (tương ứng với các binh chủng thuộc quân chủng Lục quân).
  - Trụ sở: Số 2, đường Lữ Gia, phường 9, thành phố Đà Lạt, tỉnh Lâm Đồng.
  - Lưu ý: Học viện Lục quân Đà Lạt không tuyển sinh học sinh phổ thông và hạ sĩ quan, binh sĩ.
4. Học viện Kỹ thuật Quân sự (Đại học Kỹ thuật Lê Quý Đôn): trực thuộc Bộ Quốc phòng Việt Nam, là một Học viện quân sự cấp trung, trường đại học trọng điểm quốc gia Việt Nam chuyên đào tạo kỹ sư quân sự, cán bộ quản lý kỹ thuật và sĩ quan chỉ huy kỹ thuật cấp chiến thuật - chiến dịch. Thành lập năm 1966.
  - Trụ sở: Số 236 đường Hoàng Quốc Việt, phường Cổ Nhuế 1, quận Bắc Từ Liêm, Hà Nội.
5. Học viện Quân y: Trực thuộc Bộ Quốc phòng Việt Nam, là một trường đại học đào tạo bác sĩ, dược sĩ, thạc sĩ, tiến sĩ y khoa và y sĩ, là trường đại học trọng điểm quốc gia Việt Nam. Thành lập năm 1949.
  - Trụ sở: đường Phùng Hưng, quận Hà Đông, Hà Nội
6. Học viện Hậu cần (Học viện quân sự cấp trung): trực thuộc Bộ Quốc phòng Việt Nam, đào tạo sĩ quan hậu cần cấp chiến thuật phân đội và cấp chiến thuật- chiến dịch. Thành lập năm 1982 trên cơ sở trường sĩ quan Hậu cần (thành lập năm 1951).
  - Trụ sở: phường Ngọc Thụy, quận Long Biên, Hà Nội.
7. Học viện Hải quân (Học viện quân sự cấp trung): trực thuộc Quân chủng Hải quân Việt Nam, đào tạo sĩ quan chiến thuật, kỹ thuật hải quân cấp phân đội và sĩ quan chiến thuật- chiến dịch hải quân.
  - Trụ sở: 30, đường Trần Phú, phường Vĩnh Nguyên, Thành phố Nha Trang, tỉnh Khánh Hòa.
8. Học viện Phòng không - Không quân (Học viện quân sự cấp trung): trực thuộc Quân chủng Phòng không-Không quân Việt Nam, thành lập năm 1964: đào tạo sĩ quan chiến thuật phòng không-không quân cấp phân đội; kỹ sư hàng không và sĩ quan chiến thuật- chiến dịch...
  - Trụ sở: xã Kim Sơn, thị xã Sơn Tây, Hà Nội;
9. Học viện Biên phòng: trực thuộc Bộ Tư lệnh Bộ đội Biên phòng Việt Nam, đào tạo sĩ quan biên phòng, đào tạo sĩ quan Biên phòng trình độ cao đẳng, đại học và sau đại học các chuyên ngành: Quản lý Biên giới, Trinh sát Biên phòng, Quản lý cửa khẩu.
  - Trụ sở: phường Sơn Lộc, Thị xã Sơn Tây, Hà Nội
10. Học viện Khoa học Quân sự, (Học viện quân sự cấp trung): trực thuộc Tổng cục 2, Bộ Quốc phòng Việt Nam, đào tạo sĩ quan ngoại ngữ, ngoại giao (tùy viên quốc phòng), tình báo, trinh sát kỹ thuật. 
  - Học viện được thành lập năm 1998 trên cơ sở 2 trường chính:
    - Đại học Ngoại ngữ quân sự (Thành lập năm 1982)
    - Trường Sĩ quan Trinh sát - Quân báo (Thành lập ngày 10/6/1989)

  - Trụ sở: Lai Xá, Hoài Đức, Hà Nội.
11. Học viện Kỹ thuật Mật mã: trực thuộc Ban Cơ yếu chính phủ, thành lập năm 1985: cán bộ cơ yếu, sĩ quan chỉ huy kỹ thuật mật mã có trình độ đại học, sau đại học và nghiên cứu khoa học kỹ thuật mật mã của ngành Cơ yếu Việt Nam, Cơ yếu Quân đội nhân dân Việt Nam.
  - Trụ sở: 141 Chiến Thắng, xã Tân Triều, huyện Thanh Trì, thành phố Hà Nội.
12. Trường Đại học Chính trị (Trường Sĩ quan Chính Trị): đào tạo sĩ quan chính trị cấp phân đội (chính trị viên đại đội, tiểu đoàn) trình độ đại học và cao đẳng.
  - Trụ sở: xã Thạch Hòa, huyện Thạch Thất, thành phố Hà Nội.
13. Đại học Trần Quốc Tuấn (Trường Sĩ quan Lục quân 1): trực thuộc Bộ Quốc phòng Việt Nam, được thành lập năm 1945, là trường đại học quân sự chuyên đào tạo sĩ quan chiến thuật lục quân cấp phân đội cho các quân khu, quân đoàn phía bắc Việt Nam.
  - Đào tạo sĩ quan Lục quân chiến thuật cấp phân đội (trung đội, đại đội, tiểu đoàn) trình độ cử nhân khoa học quân sự (đại học và cao đẳng) các chuyên ngành: Bộ binh-Binh chủng hợp thành, Bộ binh cơ giới, Trinh sát cơ giới, Trinh sát đặc nghiệm, Trinh sát bộ đội.
  - Trụ sở chính: xã Cổ Đông, thị xã Sơn Tây, Hà Nội.
14. Đại học Nguyễn Huệ (Trường Sĩ quan Lục quân 2), trực thuộc Bộ Quốc phòng Việt Nam, được thành lập năm 1961, là trường đại học quân sự chuyên đào tạo sĩ quan chiến thuật lục quân cấp phân đội cho các quân khu quân đoàn phía nam Việt Nam.
  - Trụ sở: xã Tam Phước, huyện Long Thành, tỉnh Đồng Nai.
15. Trường Sĩ quan Không quân: trực thuộc Quân chủng Phòng không-Không quân Việt Nam, thành lập năm 1958, chuyên đào tạo phi công và kỹ thuật viên hàng không trình độ đại học, cao đẳng.[1],[2],.
  - Trụ sở: Thành phố Nha Trang, tỉnh Khánh Hòa.
16. Trường Sĩ quan Tăng-Thiết giáp: trực thuộc binh chủng Tăng-Thiết giáp, thành lập ngày ngày 10 tháng 4 năm 1973: đào tạo sĩ quan chỉ huy chiến thuật tăng và thiết giáp cấp phân đội
  - Trụ sở: đường Vĩnh Yên - Tam Đảo, huyện Tam Đảo, tỉnh Vĩnh Phúc.
17. Trường Đại học Thông tin Liên lạc (Trường Sĩ quan Thông tin): trực thuộc Binh chủng Thông tin liên lạc, Quân đội nhân dân Việt Nam, thành lập năm 1951: đào tạo sĩ quan chỉ huy kỹ thuật trình độ đại học, cao đẳng quân sự các chuyên ngành: Vô tuyển Điện; Hữu tuyến điện; Viba; Tác chiến điện tử; Tác chiến mạng.
  - Trụ sở: phường Đồng Đế, Thành phố Nha Trang, tỉnh Khánh Hòa.
18. Trường Sĩ quan Đặc công: trực thuộc Binh chủng Đặc công, thành lập ngày ngày 20 tháng 7 năm 1967: đào tạo sĩ quan chiến thuật đặc công cấp phân đội các chuyên ngành: Đặc công bộ; Đặc công nước; Đặc công biệt động.
  - Trụ sở: Thị trấn Xuân Mai, huyện Chương Mỹ, Hà Nội.
19. Trường Đại học Ngô Quyền (Trường Sĩ quan Công binh): trực thuộc Binh chủng Công binh, Quân đội nhân dân Việt Nam, thành lập năm 1955, đào tạo sĩ quan chỉ huy kỹ thuật công binh cấp phân đội các chuyên ngành: Công trình; Cầu đường; Vượt sông; Xe máy.
  - Trụ sở chính: TP Thủ Dầu Một, tỉnh Bình Dương.
20. Trường Sĩ quan Phòng hóa[3]: trực thuộc Binh chủng Hóa học, thành lập năm 1976, đào tạo sĩ quan chỉ huy kỹ thuật hóa học trình độ đại học quân sự và trung học chuyên nghiệp, các chuyên ngành: Khai thác sửa chữa khí tài Phòng hoá; Phân tích chất độc quân sự.
  - Trụ sở: xã Sơn Đông, thị xã Sơn Tây, Hà Nội.
21. Trường Sĩ quan Pháo binh: trực thuộc Binh chủng Pháo binh, thành lập năm 1957, đào tạo sĩ quan chiến thuật pháo binh cấp phân đội; Đào tạo chuyển loại cán bộ chính trị pháo binh; Đào tạo cán bộ tên lửa mặt đất và tên lửa chống tăng.
  - Trụ sở: xã Thanh Mỹ, thị xã Sơn Tây, Hà Nội.
22. Trường Đại học Văn hóa - Nghệ thuật quân đội: trực thuộc Tổng cục Chính trị Quân đội nhân dân Việt Nam, đào tạo nghệ sĩ diễn viên, ca sĩ, nhạc sĩ, họa sĩ,.. và sĩ quan văn hóa nghệ thuật quân đội.
  - Trụ sở: Hòa Lạc, Hà Nội.

## Các Trường đào tạo quân nhân chuyên nghiệp, hạ sĩ quan và công nhân quốc phòng trình độ cao đẳng, trung cấp
1. Trường Cao đẳng Kỹ thuật quân sự 1: thành lập tháng 10/1951 trực thuộc trực thuộc Tổng cục Kỹ thuật, Bộ Quốc phòng Việt Nam. Đào tạo cán bộ, nhân viên chuyên môn kỹ thuật cả quân sự và dân sự; Đào tạo cao đẳng dân sự hệ chính quy: Công nghệ kỹ thuật ô tô; Công nghệ kỹ thuật cơ khí; Tiêu chuẩn-Đo lường-Chất lượng; Công nghệ kỹ thuật điện, điện tử; Công nghệ thông tin và Kế toán
  - Trụ sở: Phường Xuân khanh, Sơn Tây, Hà Nội
2. Trường Cao đẳng Kỹ thuật quân sự 2 [4]:  trực thuộc Tổng cục Kỹ thuật, Bộ Quốc phòng Việt Nam được thành lập trên cơ sở sáp nhập Trường Trung cấp Kỹ thuật miền Trung vào Trường Sĩ quan Kỹ thuật quân sự.
  - Trụ sở: 189 Nguyễn Oanh, quận Gò Vấp, Thành phố Hồ Chí Minh
3. Trường Cao đẳng Công nghiệp Quốc phòng: trực thuộc Tổng cục Kỹ thuật, Bộ Quốc phòng Việt Nam Đào tạo kỹ thuật viên cao đẳng, trung cấp, công nhân kỹ thuật, kinh tế phục vụ các nhà máy, xí nghiệp thuộc Tổng cục Công nghiệp Quốc phòng và các cơ quan, đơn vị thuộc Bộ Quốc phòng.
  - Trụ sở: Xã Thanh Vinh, Thị xã Phú Thọ, tỉnh Phú Thọ
4. Trường Cao đẳng Kỹ thuật Mật mã - Trực thuộc Bộ Tổng Tham mưu
5. Trường Cao đẳng Hậu cần 1 trực thuộc Tổng cục Hậu cần, Bộ Quốc phòng Việt Nam
6. Trường Cao đẳng Hậu cần 2 trực thuộc Tổng cục Hậu cần, Bộ Quốc phòng Việt Nam
7. Trường Cao đẳng Trinh sát - Trực thuộc Tổng cục II
8. Trường Cao đẳng Kỹ thuật Hải quân - Trực thuộc Quân chủng Hải quân
9. Trường Cao đẳng Kỹ thuật Phòng không- Không quân - Trực thuộc Quân chủng Phòng không-Không quân
10. Trường Cao đẳng Kỹ thuật Thông tin- trực thuộc Binh chủng Thông tin liên lạc, Quân đội nhân dân Việt Nam
11. Trường Trung cấp Kỹ thuật Công binh- trực thuộc Binh chủng Công binh, Quân đội nhân dân Việt Nam
12. Trường Trung cấp Kỹ thuật Tăng-Thiết giáp- trực thuộc Binh chủng Tăng-Thiết giáp, Quân đội nhân dân Việt Nam
13. Trường Trung cấp Kỹ thuật Mật mã Quân đội- trực thuộc Cục Cơ yếu
14. Trường Trung cấp Biên phòng 1- trực thuộc Bộ Tư lệnh Bộ đội Biên phòng Việt Nam
15. Trường Trung cấp Biên phòng 2- trực thuộc Bộ Tư lệnh Bộ đội Biên phòng Việt Nam
16. Trường Trung cấp 24 Biên phòng- trực thuộc Bộ Tư lệnh Bộ đội Biên phòng Việt Nam